# Pomnik Józefa Piłsudskiego w Katowicach
Pomnik Marszałka Józefa Piłsudskiego w Katowicach – odsłonięty w 1993 roku pomnik przedstawiający Józefa Piłsudskiego, znajdujący się na placu Bolesława Chrobrego w Katowicach, przed frontonem gmachu Śląskiego Urzędu Wojewódzkiego. Pomnik ustawiono tyłem do gmachu d. Wojewódzkiej Rady Związków Zawodowych.

## Historia
Pomnik został zrealizowany w wyniku konkursu na wykonanie pomnika mającego przedstawiać marsz. Józefa Piłsudskiego, który miał stanąć na późniejszym placu Sejmu Śląskiego. Wpłynęły na niego projekty z kraju i zagranicy, a po długich obradach wybrano propozycję chorwackiego rzeźbiarza Antuna Augustinčića, który w późniejszym okresie wyrzeźbił m.in. w 1954 roku stojącą w ogrodach ONZ w Nowym Jorku Statuę Pokoju. Według zamysłu twórcy na cokole katowickiego pomnika miały znajdować się wyobrażenia powstańców śląskich oraz Matki-Ślązaczki z martwym synem-powstańcem jako tzw. śląska Pietà.
Pomnik został wykonany w latach 1937–1939, lecz nie dotarł do Polski w 1939 roku z uwagi na zajęcie państwa przez III Rzeszę – miał zostać odsłonięty jesienią tego samego roku. Przez wiele lat monument stał w muzeum rzeźbiarza najpierw w Jugosławii, a następnie w Chorwacji. W czasach komunistycznych postać marszałka była swego rodzaju tabu.
Trafił ostatecznie do Katowic dopiero w 1991 roku. Poddano go pracom konserwatorskim w Gliwickich Zakładach Urządzeń Technicznych. Monument postawiono w 1993 roku, a przed jego postawieniem zasypano olbrzymią niedziałającą fontannę w kształcie vesica piscis, która znajdowała się na placu Bolesława Chrobrego, gdzie ostatecznie pomnik ten stanął. W roku 1994 szabla Józefa Piłsudskiego zniknęła. Podejrzewano kradzież, lecz odnalazły ją później dzieci bawiące się w krzakach w pobliżu pomnika. W 1998 roku postać Józefa Piłsudskiego na koniu została ustawiona na 6-metrowym cokole. Autorem projektu współczesnego pomnika i samego cokołu był architekt Andrzej Grzybowski.

## Charakterystyka
Pomnik konny marsz. Józefa Piłsudskiego znajduje się na placu Bolesława Chrobrego w Katowicach. Ma formę rzeźby na cokole o wysokości 6 m i posiada cechy klasycystyczne i romantyzmu. Przedstawia ona marszałka siedzącego na koniu (przedstawiono go na ogierze, chociaż w rzeczywistości dosiadał zawsze klaczy – Kasztanki), a w prawej dłoni trzyma szablę. 
Na cokole od strony ulicy Jagiellońskiej (od południa) widnieje napis: Józef Piłsudski 1867–1935; od strony ulicy W. Reymonta (od wschodu): Konny posąg Józefa Piłsudskiego został sprowadzony z Chorwacji do Katowic w 1991 roku z inicjatywy Międzystowarzyszeniowej Komisji Związków Twórczych SH, SARP i TUI staraniem rządu, władz województwa i miasta, ustawiony tymczasowo w 1993 roku w miejscu pierwotnej lokalizacji, w 1998 roku wyniesiony na cokół; od strony ulicy J. Lompy (od zachodu): Konny posąd jest ocalałą częścią założenia pomnikowego Marszałka Józefa Piłsudskiego i Powstańca Śląskiego ufundowanego w latach 1936–1939 ze składek mieszkańców dawnego województwa śląskiego, dzieło nie zostało zrealizowane na skutek wybuchu II wojny światowej, pomnik jest pamiątką II Rzeczypospolitej.

## Galeria

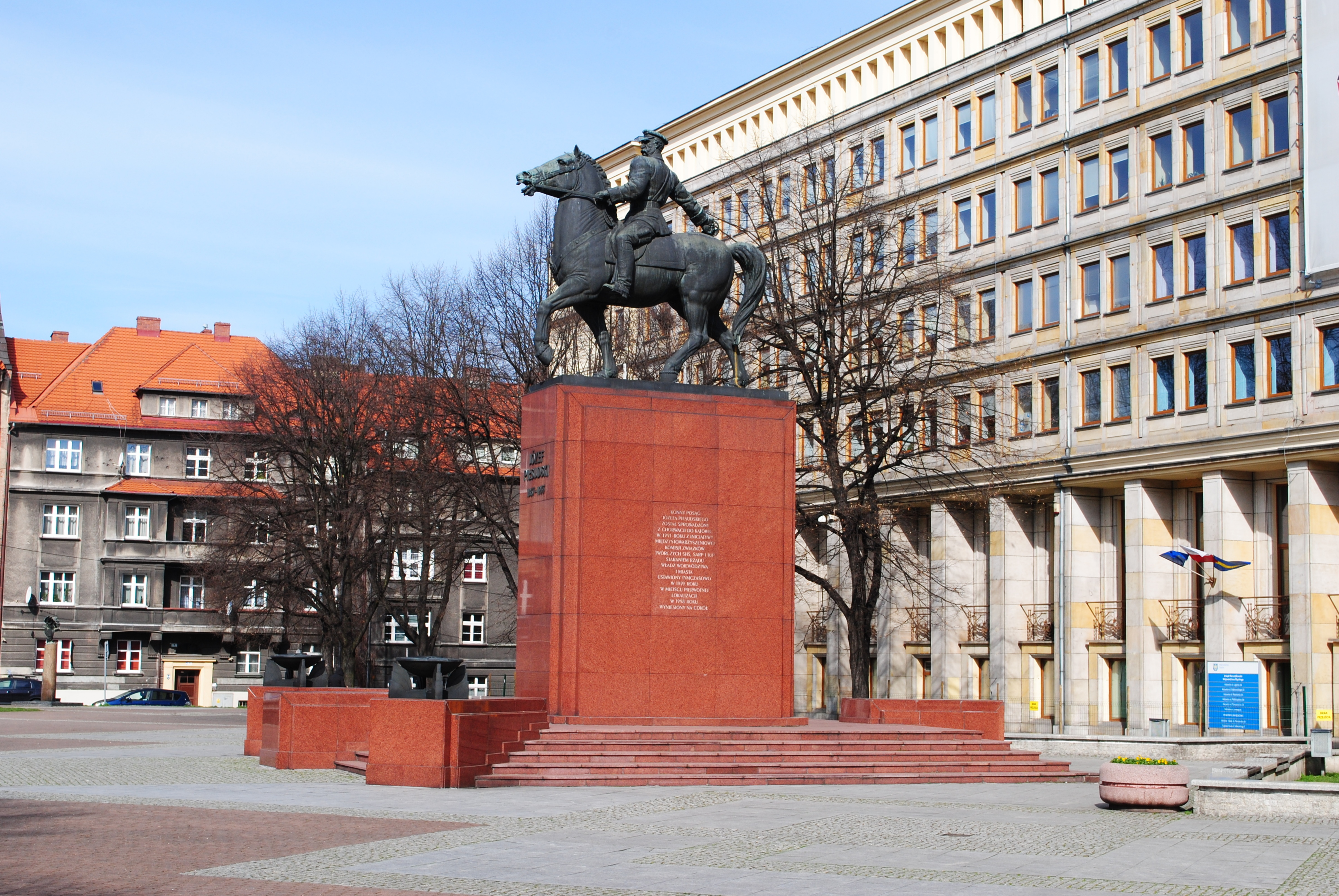
Pomnik od strony południowo-wschodniej (2021)
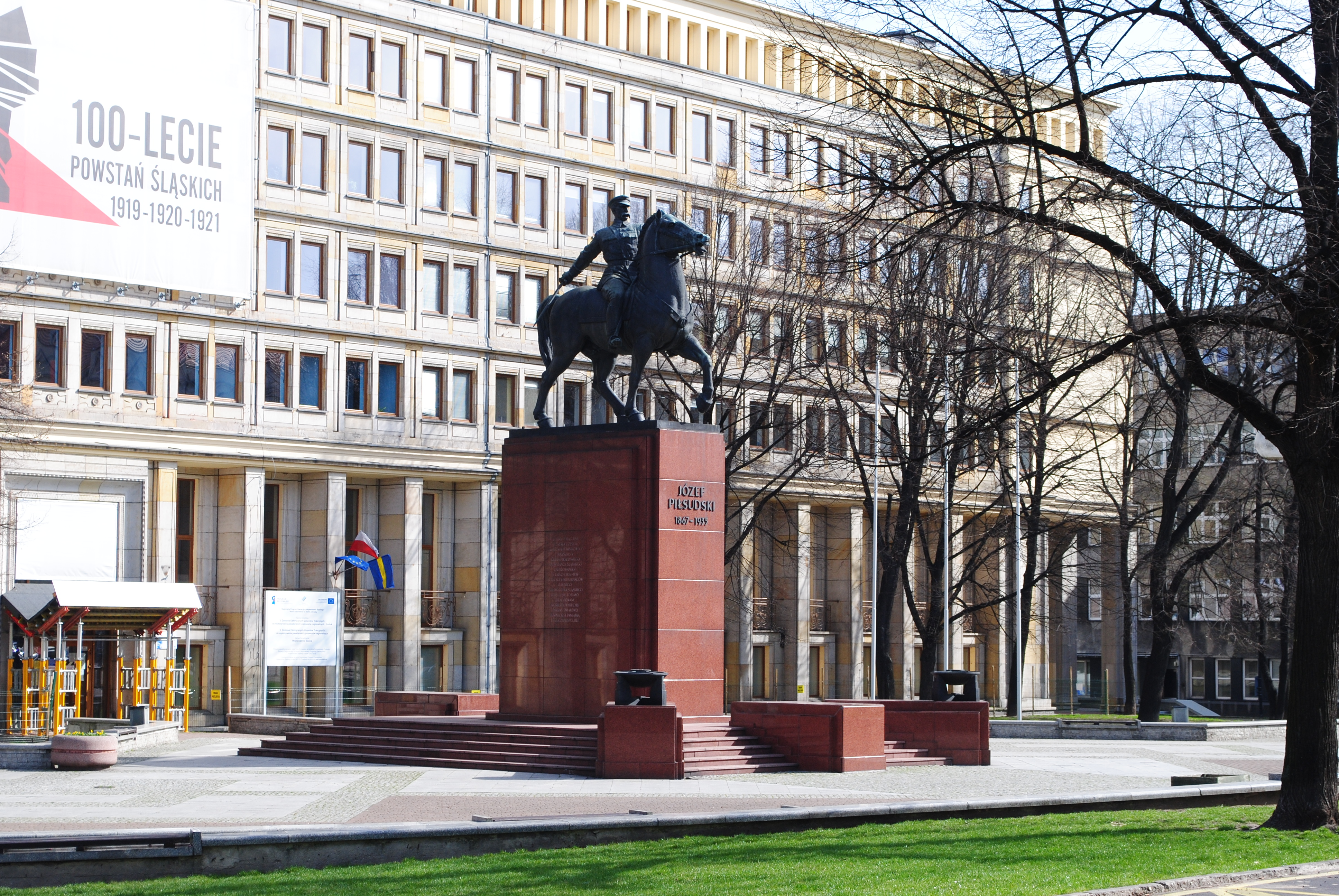
Pomnik od strony południowo-zachodniej (2021)
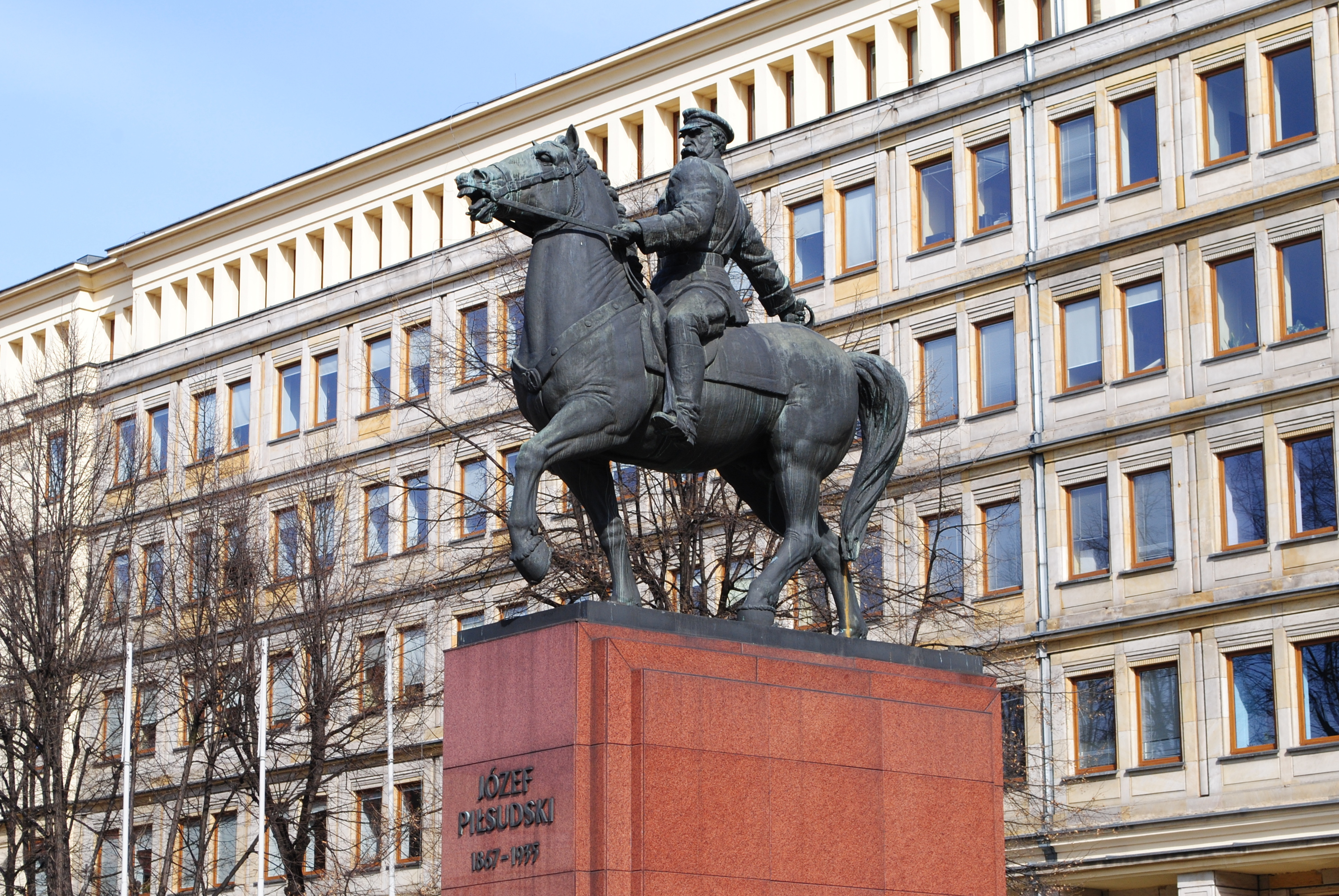
Rzeźba pomnika od strony południowo-wschodniej (2021)
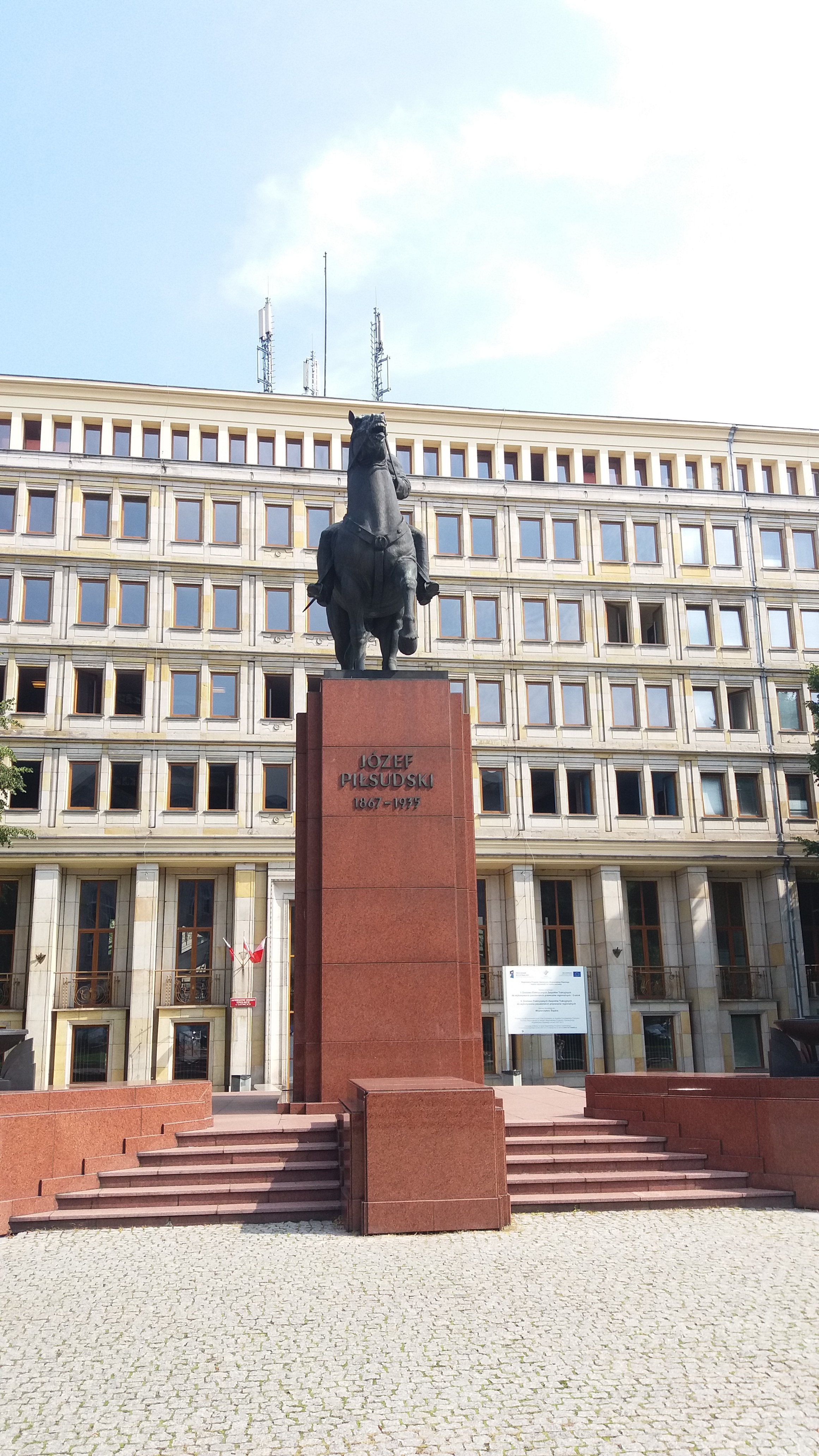
Pomnik od frontu (2016)
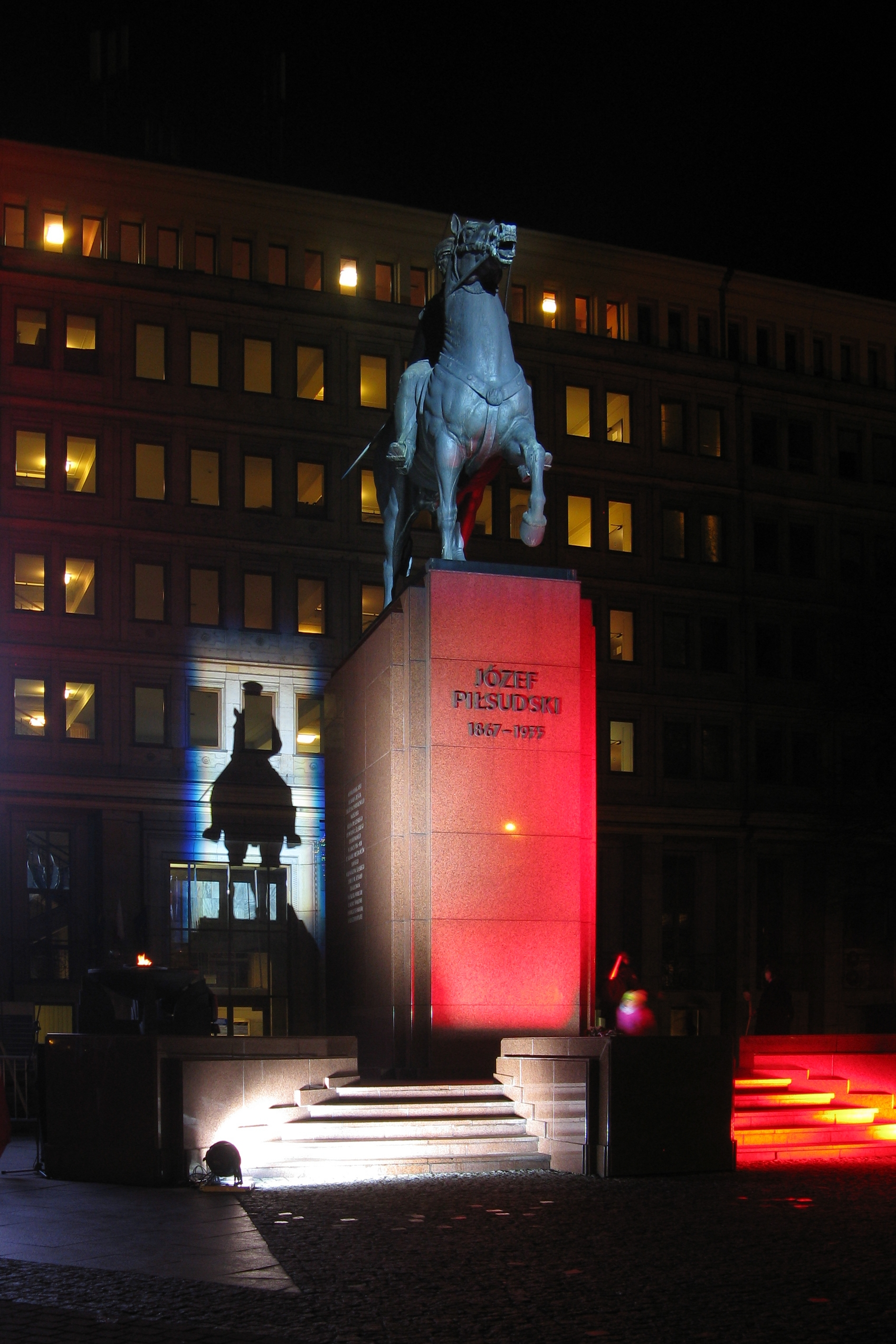
Pomnik w nocy, dzień przed obchodami Święta Niepodległości (2018)